# Gijsbert Carel Rutger Reinier van Brienen van Ramerus (1771-1821)
Gijsbert Carel Rutger Reinier van Brienen van Ramerus (Amersfoort, 28 oktober 1771 - aan de Grebbe, 18 september 1821) was een Nederlands orangist en generaal, commandeur in de Militaire Willems-Orde.

## Familie

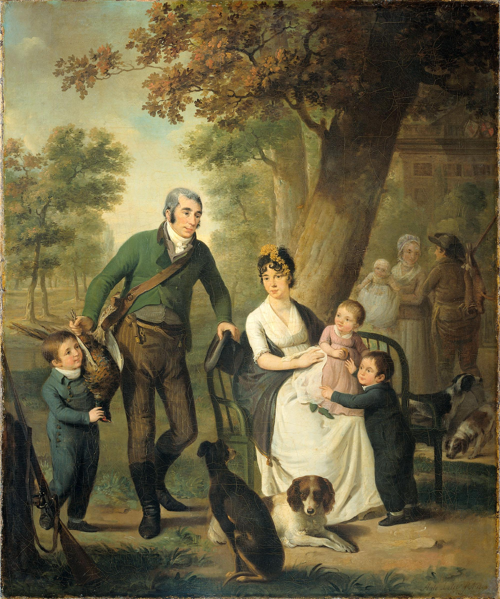
Jonkheer Gijsbert Carel Rutger Reinier van Brienen van Ramerus met echtgenote en vier kinderen geschilderd in 1804 door Adriaan de Lelie

Van Brienen van Ramerus was een zoon van Johan van Brienen (1728-1782), luitenant infanterie, en Ermgarda Helena Keyser (1739-na 1789). Hij huwde in 1799 met Geertruijd Elisabeth de Graeff, dochter van Gerrit de Graeff en Christina van Herzeele. Zij kregen tien kinderen, vier zonen en zes dochters; drie van zijn zonen waren: Jan Anne, Gijsbert Carel Rutger Reinier, en Dirk Willem, kapitein infanterie. In 1817 werd hij erkend te behoren tot de Nederlandse adel en verkreeg zo het predicaat jonkheer.

## Loopbaan
Van Brienen van Ramerus koos evenals zijn vader voor een carrière in het leger. Omstreeks 1799 werd hij benoemd tot luitenant der huzaren en van 1806 tot 1809 was hij luitenant-kolonel van de gewapende burgerwacht van Amsterdam. Hij werd onder koning Lodewijk benoemd tot kolonel der Nationale Garde te Amsterdam; deze positie bekleedde hij nog toen in 1813 de omwenteling te Amsterdam losbarstte.
Op 8 juli 1815 werd hij benoemd tot commandeur in de Militaire Willems-Orde en bevorderd tot generaal-majoor. In 1814 was hij daarnaast lid van de Vergadering van Notabelen voor het departement Zuiderzee. Bij Koninklijk Besluit van 27 september 1817 werd hij erkend van het oude adellijke geslacht Van Brienen af te stammen en verkreeg hij het predicaat jonkheer. Van Brienen was later commandant van Amsterdam en commandant der schutterij; hij bezat naast eerder genoemde decoraties onder meer de Naarder Erepenning, was ridder in de Orde van de Unie, ridder in de Orde van de Reünie en ridder in de Orde van de Eikenkroon. Hij overleed op 8 september 1821 aan de Grebbe en zijn stoffelijk overschot werd overgebracht naar Amsterdam en begraven in de Oude Kerk aldaar.
- Biografisch Portaal: 04509296
- International Standard Name Identifier: 0000 0003 8771 9175
- Nederlandse Thesaurus van Auteursnamen: 072895063
- Parlement.com: vg09llu8n1sn
- Virtual International Authority File: 280758792
- WorldCat: E39PBJq74BTtJkptVvQVbd7j4q